# Meilenstein (Kleinpaschleben)

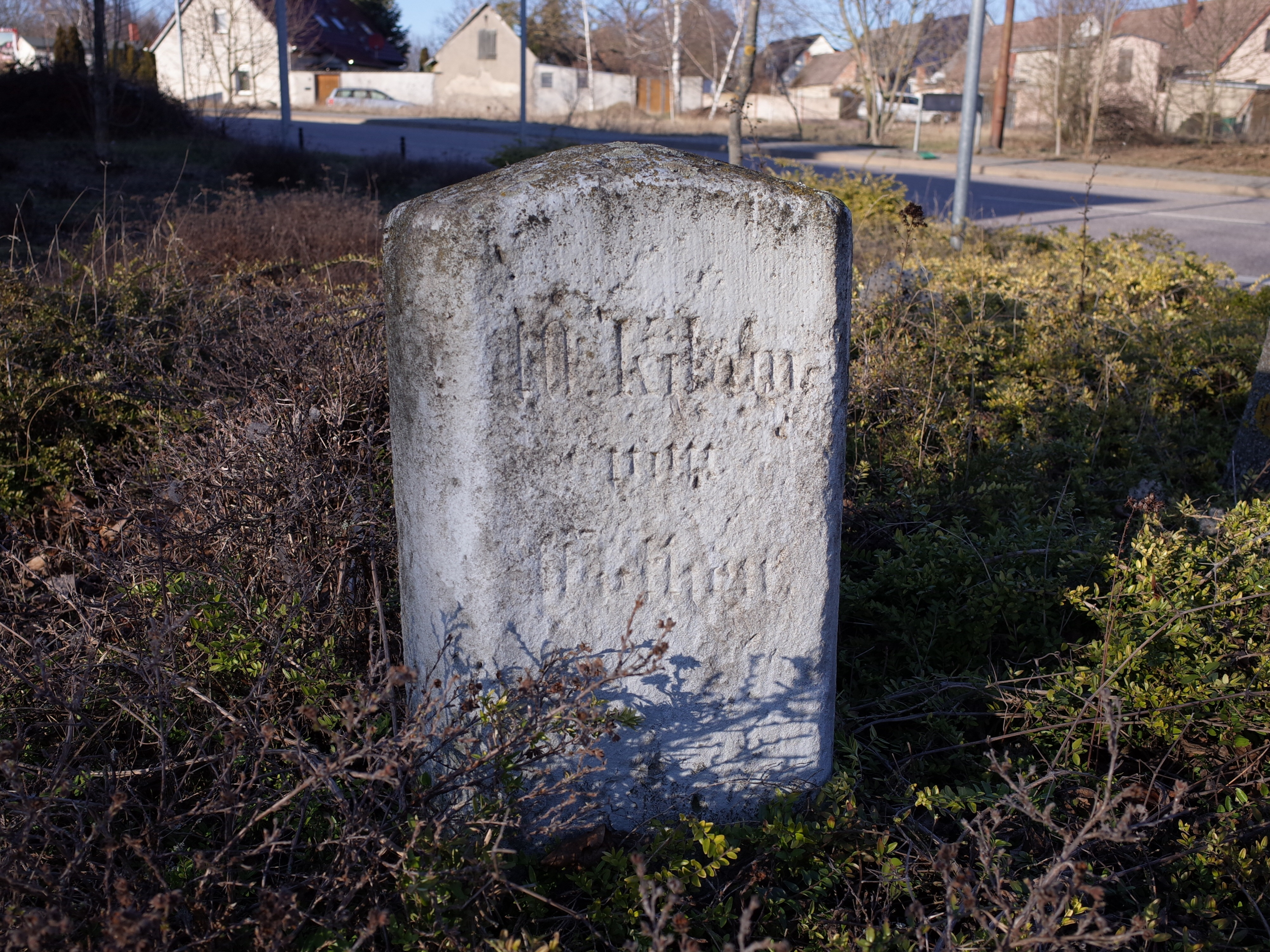
Anhaltischer Meilenstein in Kleinpaschleben

Der Meilenstein in Kleinpaschleben ist ein Kleindenkmal in der Gemeinde Osternienburger Land im Landkreis Anhalt-Bitterfeld in Sachsen-Anhalt. Er steht unter Denkmalschutz und trägt im Denkmalverzeichnis, wo er als Baudenkmal registriert ist, die Erfassungsnummer 094 70914.
Der Ganzmeilenstein steht im Norden des Dorfes Kleinpaschleben an der Abzweigung der Crüchener Straße von der Bernburger Straße und somit an der alten anhaltischen Ost-West-Verbindung von Dessau über Köthen nach Bernburg und Aschersleben, der heutigen Bundesstraße 185. Der Meilenstein von Kleinpaschleben ist auch durch seine Beschriftung klar dem Verlauf der alten Chaussee zuzuordnen, denn auf ihm stehen die Angaben „I Meile von Köthen“ und „IV Meilen von Dessau“.
Dass insbesondere die Entfernungsangabe nach Köthen unstimmig ist, zeigt die dritte Inschrift, denn die lautet „10 Kilom. von Köthen“. Eine Meile entsprach aber auch in Anhalt 7,532 Kilometern, zumindest bis in das Jahr 1872. Der Stein wurde also entweder falsch beschriftet oder aber an den alten Standort zurückgebracht, denn heute steht er 7,5 Kilometer von Köthen entfernt. Diese Versetzung in das Kilometersystem lässt sich für viele Meilensteine in Anhalt nachweisen und steht im direkten Zusammenhang mit der Umstellung von Meilen auf Kilometer im Jahr 1874. Der 92 Zentimeter hohe Rundsockelstein steht heute geschützt in einer kleinen Grünanlage neben einer Pumpe.
Über das Alter der anhaltischen Meilensteine herrscht noch eine gewisse Unsicherheit. Erstmals nachweisen lassen sie sich im Jahr 1853. Die Ost-West-Verbindung ist hingegen schon wesentlich älter und erhielt bereits im Jahr 1822 Mautstellen wie das Zollhaus in Porst. Man kann sie also grob in das zweite Viertel des 19. Jahrhunderts datieren, die genauen Aufstellungsdaten wurden hingegen noch nicht recherchiert.